# خالد الحروب
خالد محمد الحروب (2 أبريل 1964) كاتب وأكاديمي أردني، مقيم حالياً في قطر ومحاضر في مقر كلية الفنون الحرة بشأن سياسات الشرق الأوسط المعاصر والدراسات الإعلامية العربية في جامعة نورث وسترن في قطر، وكان سابقاً محاضراً في جامعة كامبريدج، كان أيضاً مذيعاً في قناة الجزيرة في برنامج "الكتاب خير جليس" في الأعوام (2000-2007) وله عدة مؤلفات.

## مؤهلاته
يحمل درجة الدكتوراه في الدراسات الدولية من جامعة كامبريدج. ودرجة ماجستير الفلسفة في الدراسات الدولية من جامعة كامبريدج أيضاً، بالإضافة إلى درجة ماجستير الآداب من جامعة كنت في نظرية العلاقات الدولية، ودرجة ماجستير الآداب من الجامعة الأردنية في الدراسات السكانية.
أما شهادة البكالوريوس، والتي حصل عليها أيضاً من الجامعة الأردنية، فكانت في مجال الهندسة المدنية.

## العمل
خالد الحروب أستاذ مقيم في كلية الفنون الحرة بجامعة نورث وسترن في قطر، ينصب تركيزه على دراسات وسياسات الشرق الأوسط مع اهتمام خاص بالإسلام والسياسة والصراع العربي الإسرائيلي ودراسات الإعلام العربي، كما يعمل الحروب باحثًا مشاركًا في مركز الدراسات الإسلامية بكلية الدراسات الآسيوية والشرق أوسطية بجامعة كامبريدج، حيث كان مؤسسًا ومديرًا لمشروع كامبريدج للإعلام العربي (CAMP) حتى عام 2012.

## مؤلفاته ودراساته

### المؤلفات
له مؤلفات عديدة منشورة باللغتين الإنجليزية والعربية منها:
- «حماس الفكر والممارسة السياسية»، (بيروت: مؤسسة الدراسات الفلسطينية، 1998). صدر أيضاً باللغة الإنجليزية في عام 2000.
- «الكونيّة الجذرية لا العولمة المتردّدة» تأليف: فريد هاليداي (ترجمة)، 2002.
- «حماس: دليل المبتدئين» (دار بلوتو، 2006).
- «وشم المدن: شظايا رجل بلا مدينة»، 2008.[3]
- «ساحرة الشعر»، 2008.[4]
- «هشاشة الأيديولوجيا جبروت السياسة»، 2010.
- «الإعلام الفلسطيني والإنقسام: مرارة التجربة وإمكانيات التحسين» [بالاشتراك مع جمان قنيص]، 2011.[5]
- «في مديح الثورة: النهر ضدّ المستنقع»، 2012.
- «حبر الشمس»، 2016.[6]
- «المثقف القلق ضد مثقف اليقين»، 2018.
- «النقد الناعم للصهيونية والرواية التوراتية: في كتابروحي الخالدي السيونيزم»، 2020.[7][8]

### الدراسات
- «وسائل الإعلام في العالم العربي: من بناء الأمة إلى بناء الثورة».
- «العروبة الناعمة في كأس العالم في قطر»[9]
- «دراسة نقدية لمشروع النهضة العربية».[10]
- فصل في كتاب الديمقراطية والمواطنة في البلدان العربية (بيروت: مركز دراسات الوحدة العربية، 2001).

## نشاطاته
- يُستضاف الحروب في وسائل الإعلام البريطانية للتعليق على الشؤون العربية (بي بي سي BBC، والقناة الرابعة Ch. 4).
- كاتب دوري في عدد من الصحف العربية؛ مثل الحياة والقدس العربي والشرق الأوسط (لندن)، والاتحاد (أبوظبي)، والشرق (الدوحة)، والغد (عمَّان)، وعُمان (مسقط)، والقاهرة (القاهرة).
- استضيف عام 2018 في مؤسسة عبد الحميد شومان في العاصمة الأردنية عمان، حول موضوع «هشاشة الدولة وضعف المواطنة في العالم العربي».
- استضيف أيضًا عام 2024 في مؤسسة عبد الحميد شومان، حول موضوع «المثقف العربي وما بعد الأيديولوجيا».